# 孔聖学

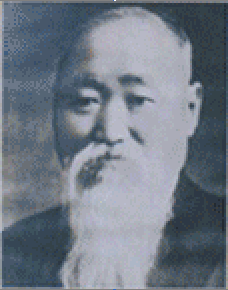
1946年写真

孔 聖学（こう せいがく、朝: 공성학、コン・ソンハク、1879年 - 1957年）は、李氏朝鮮の儒者・性理学者・教育者、大韓帝国の官僚、日本統治時代の企業人、商人、教育者で大韓民国の企業人、教育者。 
本貫は曲阜孔氏で、号は春圃。

## 生涯

### 生涯初盤
1879年、商人孔応奎の次男として京畿道開城で人参の栽培で財を成した曲阜孔氏に生まれた。家業を継いで1910年代以来開城に各種企業を創設して実業家として活動した。金正浩とともに日本統治時代の'開城商人'を代表する人物であった。幼少時に金沢栄の門下で漢文を学び、以後性理学を学んだ。詩文に優れ、大韓帝国時代には官僚を務め、少しの間成均館副提学の任にあった。

### 企業、社会活動
1910年10月、日韓併合で大韓帝国が亡びると官職を捨て、商業に戻った。一介の開城商人として企業を設立した。近代化過程で高麗人参の品種を改良して耕作方法を改善するなど高麗人参栽培と販売を企業型で発展させた。1912年、永信社設立参加を皮切りに、高麗蔘業株式会社と開城電気株式会社、金正浩が建てた松高実業場で大株主や取締役を歴任した。1921年発刊の《朝鮮銀行会社要録》は3個以上会社の取締役を兼職した人物として京畿道地域では20人の企業人を挙げ、そのなかに含まれている。開城電気株式会社は韓国最初の民族系電気会社でもある。開城電気株式会社の創立には大株主で参加、取締役に就任した。1920年からは高麗蔘業の大株主として活動して投資を増額した。
1923年4月、開城貞和女学校に後援金1千ウォンを寄付し、以後貞和女学校の財団理事として活動した。その年11月23日、開城郡松都面協議会議員(住民自治委員)に当選した。1924年3月京畿道評議員選挙に出馬したが落選した。4月22日開城電気取締役理事になった。その年10月開城文廟司成に推戴された。1924年には開城郡立図書館の建立、開館を後援、11月3日図書館開館式に参加して祝辞を朗読した。
1929年には開城醸造株式会社を設立し、1930年には松都ゴム工業株式会社監査役を引き受けた。1934年と1936年には自分の号を取った春圃社と開城三業株式会社をそれぞれ創立した。開城高麗人参組合を立てて第2代組合長を務め、中国と東南アジアを巡回して高麗人参の海外売り口を開拓した。1936年、西鮮合同電気株式会社に強制併合されて開城電気株式会社取締役で退いた。
高麗人参耕作の功労を認められて多くの表彰を受け、朝鮮総督府が1935年に編纂した《朝鮮功労者名鑑》にも朝鮮人功労者353人に収録されている
。1938年に開城商会を創立するなど1930年代後半までも活動を続け、後に第一共和国で農林部長官を務めた息子孔鎮恒が高麗人参畑と企業を受け継いで経営した。
開城商工会議所議員でも活動する1933年7月21日退任した。

### 生涯後半
光復後にも実業家として活動したが 1930年代以後には次男鎮恒に家業を任せ、1946年には尹致昊死後混乱に陥った松都学院の理事長職を務め、松都高等学校の財団理事長職を引き受けて、朝鮮戦争で松都学院を仁川広域市に移転開校させた。その後尹致昊の長男尹永善に財団を任せた。1957年に79歳で死亡した。

### 死後
2008年、民族問題研究所が親日人名辞典編纂のために公開した親日派リスト儒教部門に掲載された。

## 叙勲
- 高麗人参耕作優秀褒賞(1等) - 1920年4月、朝鮮総督府財務局専売科開城支所
- 高麗人参耕作優秀褒賞(1等) - 1921年4月、朝鮮総督府財務局専売科開城支所

## その他
開城高麗人参の海外輸出にも努め、直接中国、日本、東南アジア各地を巡回しながら開城高麗人参を広報して開城高麗人参の海外市場を開拓した。
幼くして漢学を学び、漢学と詩文に明るかった。これは開城商人としては非常に風変わりな経歴である。1924年、高麗成均館にある開城文廟の司成職を引き受け、1935年に総督宇垣一成が心田開発運動を主唱した時、成均館明倫堂で儒林代表が集まって開催した懇談会にも参加するなど儒教系の有力人物として活動した。

## 評価
企業の利益よりは民族資本による郷土開発で日本人の資本侵略を極力反対した民族企業家である。孫鳳祥などと高麗人参品種改良、耕作方法改善など三圃経営方法の革新を主導した。三圃経営で財を成した名門に生まれ、1910年代以来開城で各種会社を創立して地域経済の発展に寄与したという評価もある。

## 著書
- 《湯島紀行》(1936年),
- 《楓岳東遊録》
- 《湖西紀征》(1938年),
- 編著 《滄江先生実記》(1934年),
- 編著 《杜門洞書院誌》(1937年),